# Federazione di rugby a 15 dell'Azerbaigian
Azerbaijan Rugby Federation (in azero Azərbaycan Reqbi Federasiyasının) è l'organismo di governo del rugby a 15 in Azerbaigian.
Fondata nel 2004, è tra le più giovani federazioni rugbsitiche al mondo e una delle più recenti tra quelle nate in seno al gruppo delle ex repubbliche dell'Unione Sovietica.
Associata a World Rugby fin dalla nascita, fece parte della confederazione europea fino all'ottobre 2021; da tale data è membro associato di Asia Rugby.
Il suo presidente è Elşən Abbasov.

## Storia
Il rugby era presente in Azerbaigian fin dagli anni trenta, quando all'epoca il Paese era una repubblica dell'Unione Sovietica; per lungo tempo dopo la seconda guerra mondiale, tuttavia, non si parlò più di rugby nella regione e solo all'inizio degli anni settanta si riformò un movimento che coagulò club e giocatori su cui si basò anche una rappresentativa della Repubblica che operò a livello nazionale nelle competizioni intersovietiche.
La città di Baku, capitale della repubblica, divenne sede anche di importanti tornei che vedevano la presenza di squadre provenienti dalle zone dell'URSS dove il rugby era più praticato (Krasnojarsk, Novosibirsk, la Georgia, etc).
Dopo lo scioglimento dell'Unione Sovietica avvenuto nel 1991 non si parlò più di rugby nel nuovo Azerbaigian indipendente finché un gruppo di impiegati di compagnie straniere nel Paese avviò nuovi giovani alla disciplina: dal 1999 iniziarono le sedute d'allenamento intorno alle quali si formò un nucleo di circa 50 giocatori di interesse nazionale, e nel 2001 nacque il primo club a Baku, per lungo tempo l'unico rappresentante del rugby azero all'estero, che disputò amichevoli in Georgia; la necessità di creare una rappresentativa nazionale era ormai diventata impellente, anche perché erano nati altri club e nel 2003 aveva preso il via un campionato nazionale; nel 2004 nacque infine la federazione rugbistica, premessa indispensabile per la rappresentatività internazionale, che ricevette quasi subito l'accoglienza da parte dell'IRB (oggi World Rugby) e della FIRA - AER (oggi Rugby Europe); per effetto di ciò la sua rappresentativa fu ammessa a disputare due amichevoli con la Bosnia ed Erzegovina e a seguire fu iscritta al campionato europeo.
Dal 2016 la federazione ha deciso di non partecipare con la propria rappresentativa a XV al campionato europeo al fine di perseguire l'obiettivo di qualificazione olimpica con quella a sette; inoltre, dall'ottobre 2021, l'organismo non fa più parte di Rugby Europe ma di Asia Rugby, al pari di altre repubbliche ex sovietiche (Kazakistan, Kirghizistan e Uzbekistan) i cui Paesi appartengono geograficamente all'Asia.